# Thomas Campbell
Pour les articles homonymes, voir Thomas Campbell (arbitre) et Campbell.
Thomas Campbell, né le 27 juillet 1777 à Glasgow et mort le 15 juin 1844 à Boulogne-sur-Mer, est un écrivain et universitaire écossais.

## Biographie
Il  se fait connaître dès l'âge de 21 ans par un poème didactique, les Plaisirs de l'Espérance (imité par Albert de Montémont, 1824). 
Par la suite, il se consacre au genre lyrique en composant :
- la Bataille de Hohenlinden ;
- les Marins anglais ;
- les Combats de la Baltique ;
- le Dernier homme.

Il est aussi réputé en raison de son poème de Gertrude de Wyoming (1809). 
On a aussi de lui des ouvrages historiques :
- Annales de l'Angleterre ;
- De l'avènement de George III à la paix d'Amiens (1808).

De 1821 à 1831, Thomas Campbell dirige le New Monthly Magazine ; en 1825, il participe à la mise en place de l'Université de Londres, devenant en 1826 recteur de l'Université de Glasgow (jusqu'en 1829). 
En 1832, il s'implique dans le soutien à la Pologne d'après l'insurrection de 1830-1831 en devenant membre de la Literary Association of the Friends of Poland.
En 1843, il reçoit le titre de poète lauréat.
Après sa mort au cours d'un séjour en France, il est inhumé dans l'Abbaye de Westminster à Londres.

## Source
Cet article comprend des extraits du Dictionnaire Bouillet. Il est possible de supprimer cette indication, si le texte reflète le savoir actuel sur ce thème, si les sources sont citées, s'il satisfait aux exigences linguistiques actuelles et s'il ne contient pas de propos qui vont à l'encontre des règles de neutralité de Wikipédia.